# Alfa Romeo Giulia (1962)
Alfa Romeo Giulia – samochód osobowy klasy średniej produkowany przez włoską markę Alfa Romeo w latach 1962−1978.

## Historia modelu

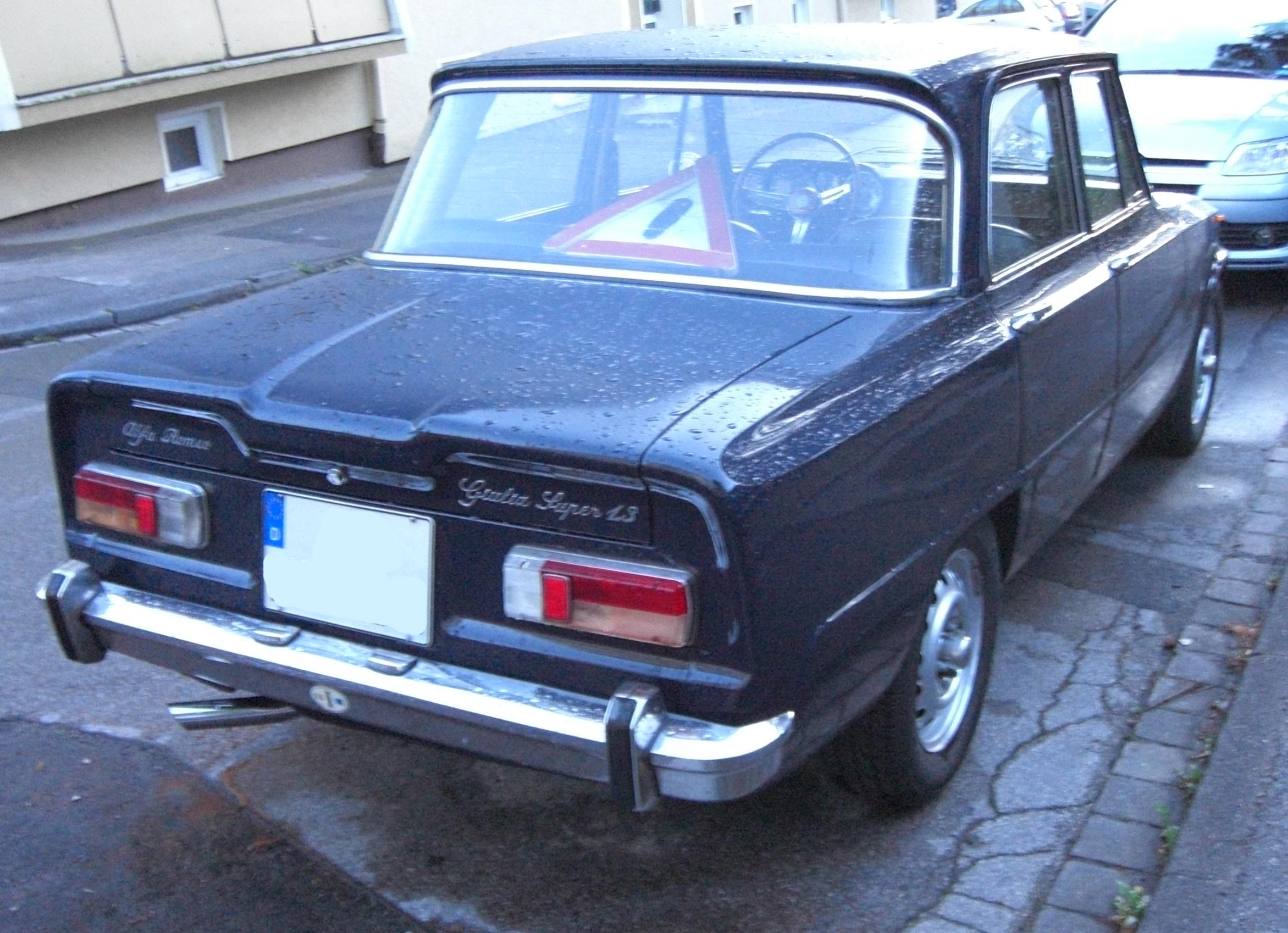
Alfa Romeo Giulia - tył

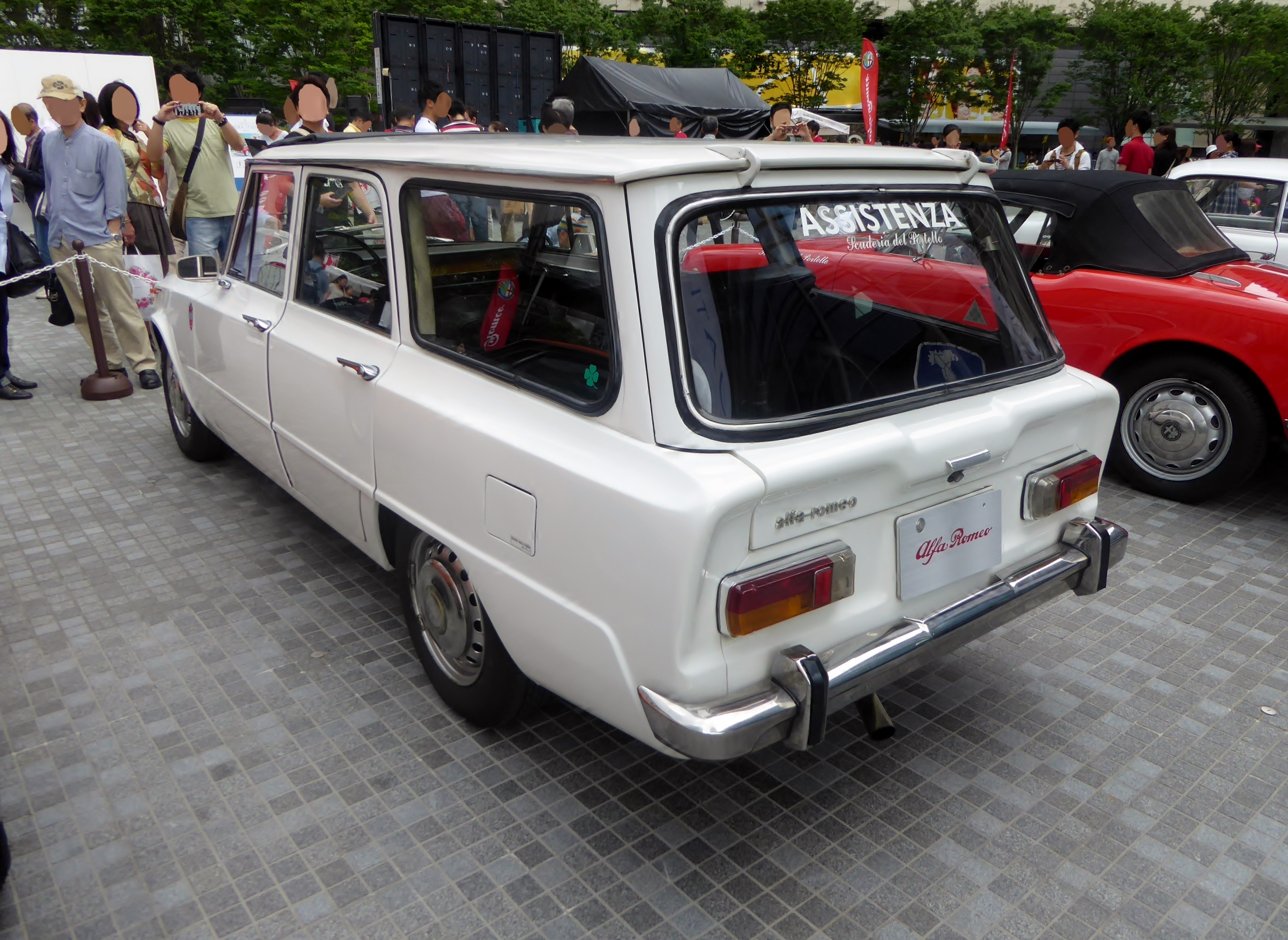
Alfa Romeo Giulia Kombi

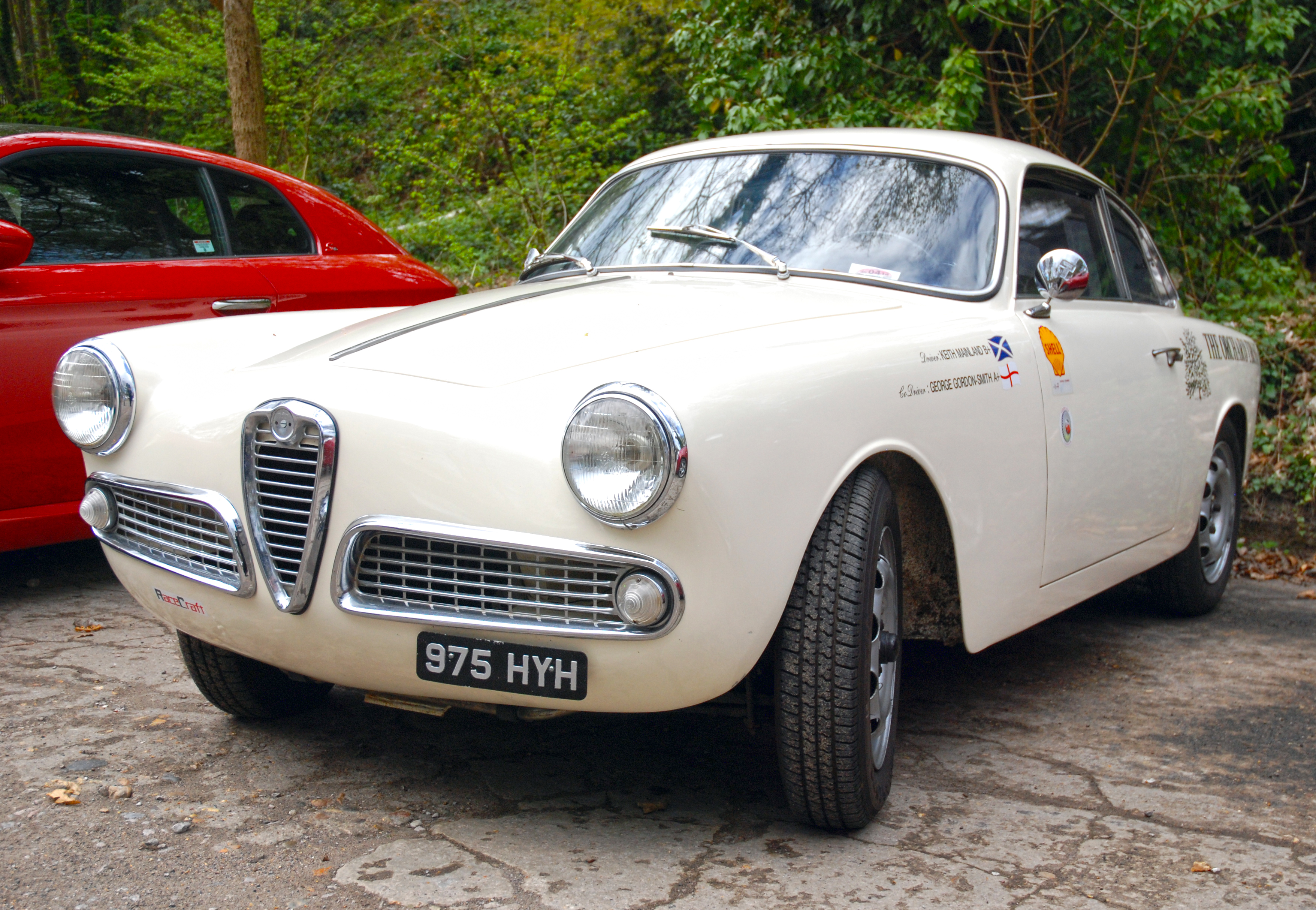
Alfa Romeo Giulia Sprint

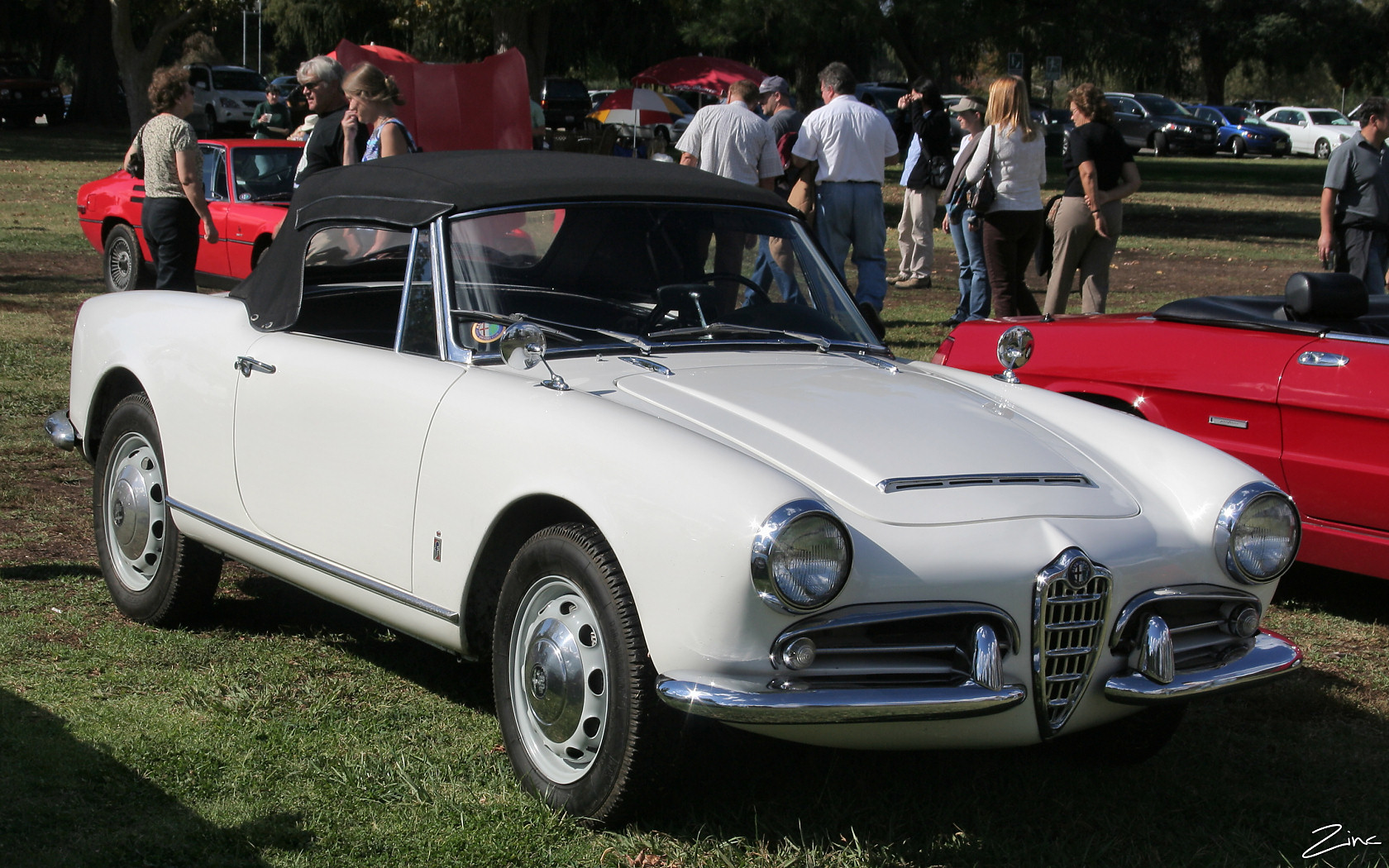
Alfa Romeo Giulia Spider

Pierwsze samochody Alfa Romeo Giulia zostały wprowadzone do produkcji w roku 1962. Auto to było wytwarzane w wielu wersjach nadwoziowych i samochody te miały charakter sportowy. Podstawowa odmiana Alfa Romeo Giulia 1600 TI o pojemności 1600 cm³ osiągała prędkość maksymalną 165 km/h i rozpędzała się do prędkości 100 km/h w ciągu 14,7 s. To bardzo dobry wynik, jak na 5-osobowy samochód z nadwoziem sedan wytwarzany w 1962 r. Rok później wyposażono Giulie w jeszcze mocniejszy silnik, otrzymała ona oznaczenie Super.
Silnik wykonany był ze stopów lekkich. W kadłubie osadzone są mokre tuleje cylindrowe a poniżej tulei znajduje się wał korbowy podparty na 5 łożyskach. Dwa wałki rozrządu umieszczone są w głowicy i uruchomiają zawory ustawione względem siebie pod kątem 80°, w układzie V (widlastym). Paliwo przygotowywane jest w dwugardzielowym gaźniku typu Solex.
Nadwozia dla tego modelu opracowywały takie firmy jak Bertone, Pininfarina i Zagato.

### Dane techniczne (Giulia 1600 TI)
- Nadwozie samonośne, 2-drzwiowe, 5-miejscowe
- Silnik 4-suwowy, 4-cylindrowy rzędowy, chłodzony cieczą, umieszczony z przodu auta i napędzający koła tylne
- Pojemność skokowa – 1570 cm³
- Moc maksymalna – 67,7 kW (92 KM) przy 6000 obr./min
- Stopień sprężania – 9:1
- Skrzynia przekładniowa 5-biegowa synchroniczna
- Hamulce przednie i tylne tarczowe
- Ogumienie o wymiarach 155SR15 lub 165SR14
- Długość/szerokość/wysokość – 414/156/143 cm
- Rozstaw osi – 251 cm
- Masa własna pojazdu – 1060 kg
- Prędkość maksymalna – 165 km/h
- Zużycie paliwa – 7,5 – 13,5 l/100 km

### Dane techniczne (Giulia Sprint GT)
- Nadwozie samonośne, 2-drzwiowe, 4-miejscowe[1]
- Silnik 4-suwowy, 4-cylindrowy rzędowy, chłodzony cieczą, umieszczony z przodu auta i napędzający koła tylne[1]
- Pojemność skokowa – 1557 cm³[1]
- Moc maksymalna – 106 KM przy 6000 obr./min[1]
- Stopień sprężania – 9:1
- Skrzynia przekładniowa 5-biegowa synchroniczna[1]
- Długość/szerokość/wysokość – 409/157/132 cm[1]
- Rozstaw osi – 236 cm[1]
- Prędkość maksymalna – 175 km/h[1]